# Edward L. Kaplan
Edward Lynn Kaplan (* 11. Mai 1920 in Philadelphia; † 26. September 2006 in Corvallis, Oregon) war ein US-amerikanischer Mathematiker, der vor allem für den Kaplan-Meier-Schätzer bekannt wurde, den er zusammen mit Paul Meier entwickelte.

## Biographie
Edward Lynn Kaplan wurde am 11. Mai 1920 in Philadelphia geboren. Seine Eltern waren Eugene V. Kaplan (1887–1977) und Frances Rhodes Kaplan (1891–1978). 1937 beendete er die Swissvale High School in Swissvale, Pennsylvania. Danach besuchte er das Carnegie Institute of Technology von 1937 bis 1941 und schloss dort mit einem Bachelor in Mathematik ab. Dreimal – 1939, 1940 und 1941 – war er einer von fünf Preisträgern des US-weiten William Lowell Putnam Mathematical Competition, veranstaltet von der American Mathematical Association. Ihm wurde das Westinghouse’s Putnam Prize Scholar Scholarship in Mathematik in Harvard angeboten, konnte dies jedoch wegen des Kriegsdienstes nicht annehmen. Kaplan war Mitglied in drei wissenschaftlichen Gesellschaften: Phi Kappa Phi, Sigma Xi und die Engineering Society Tau Beta Phi.
Von Juni 1941 bis August 1948 arbeitete Kaplan am United States Naval Ordinance Laboratory, Whiteoak, Maryland. Sein Vorgesetzter während dieser Zeit war John V. Atanosoff, der Entdecker des ersten elektronischen Computers. Nach dem Krieg schrieb er sich im PhD-Studiengang Mathematik in Princeton an der Seite des späteren Nobelpreisträgers John Nash, Jr ein. Kaplan und Nash hatten am Carnegie Institute of Technology denselben Tutor, Professor Joseph B. Rosenbach. Kaplan beendete seine PhD-Dissertation „Infinite permutations of stationary random sequences“ im November 1950. Mitglieder der Prüfungskommission waren unter anderem John W. Tukey und Samuel S. Wilks.
Von 1950 bis 1957 arbeitete Kaplan für die Bell Telephone Laboratories in Murray Hill, NJ. 1957 wechselte er an die Computation Division des Lawrence Radiation Laboratory in Livermore, Kalifornien, wo er an der Monte-Carlo-Simulation zur Entwicklung der Wasserstoff-Bombe teilnahm. Im Herbst 1961 schloss Kaplan sich der Mathematik-Abteilung der Oregon State University in Corvallis, Oregon bis zum Ende seiner beruflichen Karriere an. Er starb am 20. September 2006 im Alter von 86 Jahren in Corvallis nach einer länger andauernden Erkrankung.

## Schriften
- Multiple elliptic integrals. In: Journal of Mathematical Physics. Band 29, 1950, S. 69–75.
- Tensor notation and sampling cumulants of K-statistics. In: Biometrika. Band 39, Nr. 3–, 1952, S. 319–323.
- Numerical integration near a singularity. In: Journal of Mathematical Physics. Band 31, 1952, S. 1–28.
- Transformation of stationary random sequences. In: Mathematica Scandinavica. Band 3, 1955, S. 127–149.
- Signal-detection studies, with applications. In: Bell System Technical Journal. Band 34, Nr. 2, 1955, S. 127–149.
- Monte Carlo methods. In: Proc. of the Fifth Annual High-Speed Computer Conference. Louisiana State University, Baton Rouge, LA 1958.
- Mathematical programming and games. Band I, John Wiley and Sons, New York 1982.